# PERMAS
 (juin 2020).
Chronologie des versions
19 (2022) 21 (2026)
PERMAS est un logiciel de simulation numérique selon la méthode des éléments finis, dont le développement a débuté dans les années 1960, et a par la suite été repris par la société allemande INTES GmbH basée à Stuttgart. Il s’agit d’un logiciel utilisé dans divers domaines d’application tels que les simulations de structures linéaires et non-linéaires, l’analyse des champs électromagnétiques, la conduction thermique ou encore la mécanique des fluides par exemple.

## Histoire
Les origines du logiciel PERMAS remontent aux années 1960, lors du développement du programme ASKA au sein de l’Institut de Mécanique, d'Analyse Structurale et de Dynamique des Structures Aérospatiales de l’Université de Stuttgart sous la direction de John Argyris. En 1984, certains des développeurs ont pris la décision de fonder en parallèle une entreprise pour assurer un développement continu du logiciel. Ainsi, à la fin des années 1980, un programme de nouvelle génération fut développé, et sera par la suite commercialisé pour la première fois en 1993 sous le nom de PERMAS Version 5. Ce nouveau développement a pris en compte l’évolution rapide du marché du matériel (avec, par exemple, la vectorisation) et a constitué la base d’un concept de base de parallélisation : PTM (Parallel Task (graph) Manager).

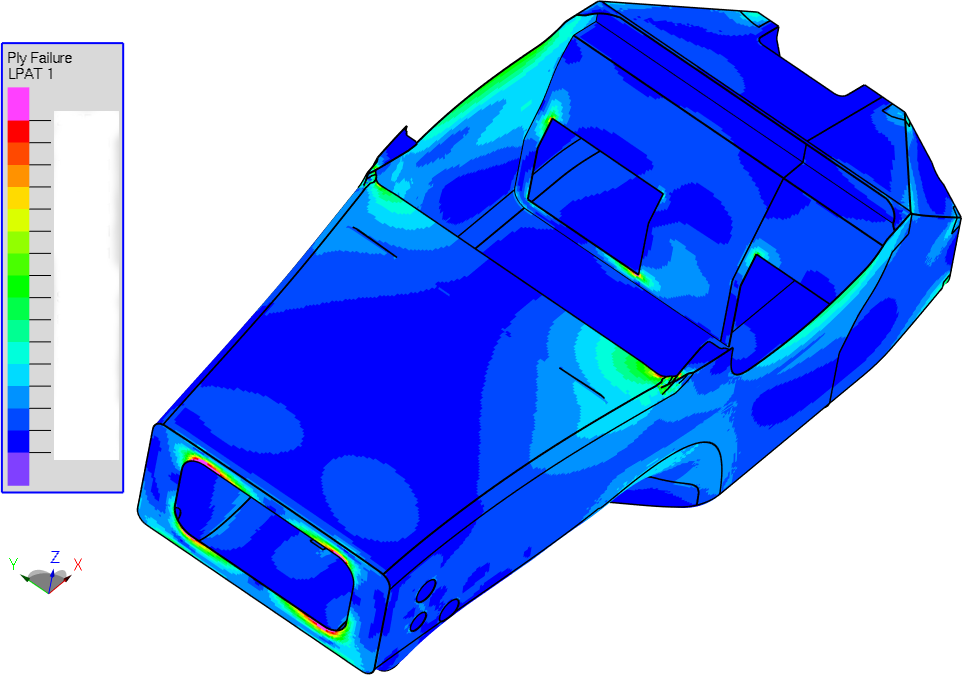
Visualisation d'un critère de rupture pour un composite (via VisPER)

En plus de son siège social en Allemagne (Stuttgart), INTES dispose désormais de deux filiales en France et au Japon. 

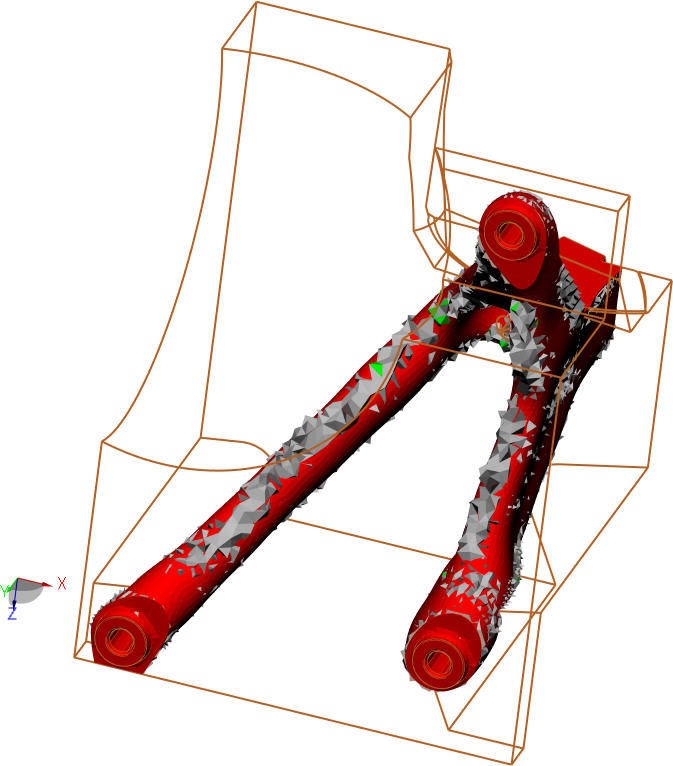
Le volume sélectionné et la forme régularisée pour une optimisation topologique (via VisPER)

## Historique des versions de PERMAS
| Version de PERMAS | Date de parution |
| 5.0               | 1993             |
| 5.1               | 1994             |
| 5.2               | 1995             |
| 6                 | 1996             |
| 6.1               | 1997             |
| 7                 | 1999             |
| 8                 | 2000             |
| 9                 | 2002             |
| 10                | 2004             |
| 11                | 2006             |
| 12                | 2008             |
| 13                | 2010             |
| 14                | 2012             |
| 15                | 2014             |
| 16                | 2016             |
| 17                | 2018             |
| 18                | 2020             |
| 19                | 2022             |
| 20                | 2024             |

La parution d’une nouvelle version de PERMAS s’effectue tous les deux ans.

## Domaines d'application
- Domaines d’application majeurs : rigidité, résistance, contact, analyse thermomécanique[7], vibration[8], acoustique[9], dynamique du rotor[10], stabilité (crissement des freins[11] par exemple), température et champs électromagnétiques
- Industries concernées : automobile, spatial, aérospatial, outillage, naval, éolienne

## Distribution
La distribution du logiciel PERMAS selon les pays et les secteurs concernées : 
- Allemagne : automobile, véhicules utilitaires, ingénierie mécanique, éolienne
- France : spatial[12], naval[13]
- Italie/Suisse : automobile
- Japon : automobile et véhicules utilitaires
- Corée du Sud : automobile
- Afrique du Sud : bâtiment
- États-Unis/Brésil : automobile et véhicules utilitaires
- Inde : automobile et véhicules utilitaires
- Tchéquie : services d’ingénierie, véhicules utilitaires
- Chine : ferroviaire, nucléaire

## Sources
1. ↑  (en) John H. Argyris, « ASKA — Automatic System for Kinematic Analysis: A universal system for structural analysis based on the matrix displacement (finite element) method », Nuclear Engineering and Design, vol. 10, no 4,‎ 1er décembre 1969, p. 441–455 (ISSN 0029-5493, DOI 10.1016/0029-5493(69)90080-6, lire en ligne, consulté le 4 juin 2020)
2. ↑  « Institute of Statics and Dynamics of Aerospace Structures | University of Stuttgart », sur www.isd.uni-stuttgart.de (consulté le 5 juin 2020)
3. ↑  (de) R. Heifrich, « Die Portierung des FEM-Softwaresystems Permas auf Verschiedenartige Rechenanlagen », GI - 20. Jahrestagung I, Springer, informatik-Fachberichte,‎ 1990, p. 585–599 (ISBN 978-3-642-76118-8, DOI 10.1007/978-3-642-76118-8_46, lire en ligne, consulté le 4 juin 2020)
4. ↑  John Bonvin et Marco Picasso, « Mesoscopic Models for Viscoelastic flows: Coupling Finite Element and Monte Carlo Methods », Monte Carlo Methods and Applications, vol. 8, no 1,‎ 2002 (ISSN 0929-9629 et 1569-3961, DOI 10.1515/mcma.2002.8.1.73, lire en ligne, consulté le 5 juin 2020)
5. ↑  (en-US) Markus Ast, T. Jerez, Jesus Labarta et Hartmut Manz, « Runtime Parallelization of the Finite Element Code Permas », The International Journal of Supercomputer Applications and High Performance Computing, vol. 11, no 4,‎ décembre 1997, p. 328–335 (ISSN 1078-3482, DOI 10.1177/109434209701100406, lire en ligne, consulté le 5 juin 2020)
6. ↑  « インテスジャパン株式会社｜ソリューション・サービスをご提供 », sur www.intes.jp (consulté le 5 juin 2020)
7. ↑  (en-US) Ehsan Hosseini, Stuart Richard Holdsworth et Urs Flueeler, « A temperature-dependent asymmetric constitutive model for cast irons under cyclic loading conditions », The Journal of Strain Analysis for Engineering Design, vol. 53, no 2,‎ 27 décembre 2017, p. 106–114 (ISSN 0309-3247 et 2041-3130, DOI 10.1177/0309324717749026, lire en ligne, consulté le 5 juin 2020)
8. ↑  (en) European Space Agency., 13th European conference on spacecraft structures, materials & environmental testing : proceedings, Noordwijk, The Netherlands, ESA Communications (ISBN 978-92-9221-291-9 et 92-9221-291-5, OCLC 890391833, lire en ligne)
9. ↑  (en) Armin Beckert et Holger Wendland, « Multivariate interpolation for fluid-structure-interaction problems using radial basis functions », Aerospace Science and Technology, vol. 5, no 2,‎ 1er février 2001, p. 125–134 (ISSN 1270-9638, DOI 10.1016/S1270-9638(00)01087-7, lire en ligne, consulté le 5 juin 2020)
10. ↑  (en) B. Kirchgäßner, « Finite Elements in Rotordynamics », Procedia Engineering, international Conference on Vibration Problems 2015, vol. 144,‎ 1er janvier 2016, p. 736–750 (ISSN 1877-7058, DOI 10.1016/j.proeng.2016.05.079, lire en ligne, consulté le 5 juin 2020)
11. ↑  (de) Nils Gräbner, « Analyse und Verbesserung der Simulationsmethode des Bremsenquietschens », Université technique de Berlin (thèse),‎ 2016 (DOI http://dx.doi.org/10.14279/depositonce-5577, lire en ligne, consulté le 5 juin 2020)
12. ↑  Jean Botti, « Flying Embedded: The Industrial Scene and Challenges for Embedded Systems in Aeronautics and Space », 2007 Design, Automation & Test in Europe Conference & Exhibition, IEEE,‎ avril 2007 (ISBN 978-3-9810801-2-4, DOI 10.1109/date.2007.364467, lire en ligne, consulté le 5 juin 2020)
13. ↑  R. Dahlberg et F. Guay, « Creating resilient SMEs: is business continuity management the answer? », dans WIT Transactions on The Built Environment, WIT Press, 30 septembre 2015 (ISBN 978-1-78466-157-1, lire en ligne), p. 975–984